# Нико не излази жив
Нико не излази жив (енгл. No One Gets Out Alive) британски је натприродни хорор филм из 2021. Режију потписује Сантијаго Менгини, по сценарију Џонатана Кевендиша и Вила Тенанта. Темељи се на истоименом роману аутора Адама Невила из 2014. Главне улоге тумаче Кристина Родло и Марк Менчака. Филм је 29. септембра 2021. приказао Netflix.

## Радња
Жена из Мексика, очајна и без докумената, усели се у рушевни пансион у Кливленду. Ускоро крену узнемирујући крикови и језиве визије.

## Улоге
| Глумац          | Улога  |
| --------------- | ------ |
| Кристина Родло  | Амбар  |
| Марк Менчака    | Ред    |
| Дејвид Фиљоли   | Бекер  |
| Давид Барера    | Бето   |
| Моронке Акинола | Кинси  |
| Фил Робертсон   | Артур  |
| Јоана Борха     | Симона |
| Викторија Алкок | Мери   |
| Мичел Мален     | Рилес  |
| Вала Норен      | Фреја  |
| Алехандро Акара | Карлос |